# XInput
Xinput is een API voor next generation controllers en werd geïntroduceerd met de release van de Xbox 360. Deze controller is compatibel met Windows XP Service Pack 1 en hoger. Xinput heeft het voordeel dat het beduidend gemakkelijker is in gebruik dan DirectInput. Xinput is compatibel met DirectX 9 en hoger.